# Celaena nigrobrunneata
Celaena nigrobrunneata är en fjärilsart som beskrevs av Bois-reymond 1931. Celaena nigrobrunneata ingår i släktet Celaena och familjen nattflyn. Inga underarter finns listade i Catalogue of Life.